# パンムジーク・フェスティバル東京
パンムジーク・フェスティバル東京（パンムジーク・フェスティバルとうきょう；Panmusic Festival Tokyo）は、1976年から1984年まで日本で開催された現代音楽の音楽祭。1967年から1972年まで開催された日独現代音楽祭を引き継いでいる。

## 概要
1960年代の日本に於ける現代音楽の音楽祭は、二十世紀音楽研究所の現代音楽祭が1957年から1965年まで、NHKと朝日新聞社主催の東京現代音楽祭が1960年から1964年まで開催されたが、いずれも終了して継続的なものはあまりなかった。この状況を憂えた作曲家石井眞木は、縁のあった東京ドイツ文化研究所長Dr.クリューガーに現代音楽の演奏会開催を相談したところ快諾を得、1967年から1972年まで日独現代音楽祭が開催された。企画構成は作曲家の石井眞木、入野義朗、福島和夫、諸井誠で、ドイツの戦後の前衛音楽およびそれをモデルにした作品が紹介された。主催は東京ドイツ文化研究所で、ドイツから作曲家や演奏家を招く企画が実現した。
1973年から1975年にかけては入野義朗、石井眞木の率いるTOKKアンサンブルの海外公演があり、音楽祭は開催されなかった。
1976年から音楽祭は「汎音楽」をこころざすパンムジーク・フェスティバル東京に引き継がれ、1984年まで開催された。「パンムジーク」という言葉には、規制の概念ではとらえられなくなった音楽の現状を捉えなおそう、という意図がこめられていた。主催には東京ドイツ文化研究所（後の東京ドイツ文化センター=ゲーテ・インスティテュート東京）と共に、入野義朗が代表を務める東京音楽企画研究所（TOKK）が加わった。回次のついた音楽祭の他にも「現代音楽講座」「現代音楽のフォーラム」といったイベントが開催されており、日独現代音楽祭から通算して計17回の音楽祭となっている。1984年の第17回は東京音楽企画研究所の単独主催となった。
1985年から石井眞木はピアニスト江戸京子、音楽学者船山隆とともに〈東京の夏〉音楽祭を開始したが、これはパンムジーク・フェスティバルの伝統以上のものを目指していた。

## 日独現代音楽祭

### 第1回日独現代音楽祭
- 1967年2月10-12日 OAGホール[3]

プログラムはシュトックハウゼン「管楽五重奏のための《アデュー》」 (1966) 、松下真一「ピアノ四重奏のための《結晶》」 (1966)、入野義朗「ギターと6人の奏者のための《7つのインヴェンション》」、福島和夫「2台のピアノと打楽器のための《水輪》」、石井眞木「ギターと6人の奏者のための《5つのエレメンテ》」（全曲初演）の他に間宮芳生、諸井誠、ベリオなどの作品。出演はケルン西独放送の管楽五重奏団、ジークフリート・ベーレント (ギター)、黒沼ユリ子 (Vn)、野口龍 (Fl) 他。作品そのものだけでなく、演奏に関心が集まるようになった。大雪にもかかわらず満員の盛況であった。

### 第2回日独現代音楽祭
- 1968年2月2-5日 東京文化会館小ホール[3]

テーマは「現代ピアノ音楽の夕べ」で、16人の作曲家の28のピアノ曲が演奏された。シュトックハウゼン、ブーレーズ、プスール、ツィンマーマンの作品のほか、江崎健次郎「1台のピアノと2台の再生装置のためのアンサンブル」、柴田南雄「ピアノのためのインプロヴィゼーション第2」、石井眞木「ピアニストと打楽器奏者のためのピアノ曲」、諸井誠「以呂波譬喩八題」、福島和夫「風の輪」、武満徹「ピアニストのためのコロナ」などが演奏された。出演はアルフォンス・コンタルスキーとアイロス・コンタルスキー兄弟 (Pf)、松谷翠他。ピアノの内部奏法を使う作品のため、会場のスタインウェイの他にヤマハのピアノが搬入された。　

### 第3回日独現代音楽祭
- 1969年2月17、22日 東京文化会館小ホール[3]

入野義朗「独奏チェロのための三楽章」、高橋悠治「ピアノのための《メタテーシスI》」、福島和夫「独奏フルートのための《春讃》」、石井眞木「ピアノ、オーケストラ、電子音響のための《饗応》」、八村義夫「ヴァイオリン、ヴィブラフォーン、チュ―ブラー・ベル、ピアノのための《星辰譜》、端山貢明「室内楽のためのメタボリズム」などが演奏された。出演は南西ドイツ放送音楽部長兼指揮者ヒルマー・シャッツ、高橋アキ、野口龍ほか。ベリオ、石井眞木、ベッカー等の作品には、演奏音をその場で録音再生する操作が加えられた。1960年代に開拓された音素材、奏法をいかに構成するかが問題となってきた。

### 第4回日独現代音楽祭
- 1970年2月4-7日 第一生命ホール、東京文化会館小ホール[3]

入野義朗「四人の奏者のためのソナタ」、下山一二三「無伴奏チェロのためのセレモニー」、松平頼暁「フルートのための《ガッゼローニのための韻》」、福島和夫「オーボエ・ソロのための《鸞鏡》」、石井眞木「7人の奏者と電子音響のための《螺旋》」、松下真一「Gestalt 17」、篠原眞「俳優とテープのための人物」が初演された。ほかにラッヘンマン、ホリガー、グロボカール、シュトックハウゼンなどの作品が演奏された。出演はスイスのオーボエ奏者ハインツ・ホリガーが招かれ、野口龍らが参加した。初めて作曲コンクールを実施し、第1位に藤田正典「フルート、ヴィオラ、チェロとピアノのための音楽」が選ばれた。他に松永通温、近藤譲、南喜久雄、今井昌彦の作品が入選した。

### 第5回日独現代音楽祭
- 1971年2月11、16、22日 OAGホール、草月会館、東京文化会館小ホール[3]

東京ドイツ文化センターと草月会館の二つの会場を聴衆が行き来する「遊歩音楽会」が開かれた。前年の作曲コンクールで入賞した近藤譲「ピアノ奏者のために」、入野義朗「Globus I」初演。坪能克裕「コンステレイションII」、飯村隆彦「デッド・ムービー」などが演奏された。観客はタージ・マハール旅行団の舞踊家たちが会場の各部屋で踊る中を回遊した。

### 現代音楽講座
- 1971年10月4、11、18、22、30日「現代音楽講座」岩波ホール（岩波ホール、東京音楽企画研究所主催）[3]

### 現代音楽のフォーラム
- 1971年10月7日-11月26日「現代音楽のフォーラム」OAGホール、草月ホール（東京音楽企画研究所、東京ドイツ文化研究所主催）[3]

### 第6回日独現代音楽祭
- 1972年2月10、19、23、28、29日 東京文化会館小ホール[3]

10日の「江藤俊哉と20世紀の音楽」では入野義朗「ヴァイオリンとピアノのためのソナタ」が演奏された。

## パンムジーク・フェスティバル東京

### 第1回
- 1976年1月30日-2月8日「第1回パンムジーク・フェスティバル東京'76」OAGホール他[3]

テーマは「新しい伝統の創造へI」。西ドイツの評論家ルドルフ・ハイネマン、香港の作曲家ドミング・ラム、フランスの作曲家ジャン・クロード・エロワを招き、世界初演8、日本初演8、フィルム上映、講演、声明、シンポジウムなどが開催された。

### 第2回
- 1977年5月28日-6月5日「第2回パンムジーク・フェスティバル東京'77」OAGホール、西武美術館、石橋メモリアルホール他[3]

「新しい伝統の創造へII」というテーマで、西武美術館の「ミュージック・イン・ミュージアム」との共同公演となった。ドイツからメタムジーク主宰者ワルター・バッハウアー、現代音楽スペシャリスト、ジグーネ・フォン・オステンを招聘し、藤田正典「汎心」、入野義朗「評弾」他を演奏。シンポジウム「世界音楽」も開催した。

### 第3回パート1
- 1978年2月27-28日「第3回パンムジーク・フェスティバル東京'78パート1」東京文化会館小ホール[3]

パート1は「TOKKアンサンブル結成5周年記念演奏会」として開催され、入野義朗「マリンバ独奏のための運動」他が演奏された。

### 第3回パート2
- 1978年6月9-11日「第3回パンムジーク・フェスティバル東京'78パート2」アメリカンセンター、ABC会館[3]

パート2のテーマは「音楽と新しいメディアとの出会い」で、映像や異質な音との出会いが提示された。9日にはヴィデオ・シンセサイザによりロン・ヘイス、アラン・ミラーの作品が上演され、ディスカッションが行われた。10日には諸井誠「小懺悔」、篠原眞「ペルソナ―ジュ」、ペーター・エトヴェス「エレクトロ・コロニーク：角笛」他が奏され、11日はシュトックハウゼン「コンタクテ」、一柳慧「エレクトロニック・スペース」、石井眞木「面」、出演は高橋アキ、吉原すみれほか。　

### 第4回
- 1979年9月24-30日「第4回パンムジーク・フェスティバル」OAGホール、アメリカンセンター[3]

「新しい伝統の創造へIII」のテーマで開催されたフェスティヴァルでは、6回の演奏会とレクチャーコンサートが行われ、入野義朗「シュトレームング」「アルトサキソフォンと筝のための協奏的二重奏曲」、松本日之春「アルシファーズ」、藤田正典「ロトス」、北爪道夫「アリオーゾ」、福士則夫「ミカ」ほかが演奏された。来日したピアニストのヘルベルト・ヘンクと高橋アキによるジョイントコンサートも開催された。伝統楽器のコンクールでは福永千恵子と西潟昭子が入賞。「ヨーロッパでの12音技法」「入野義朗の音楽－音列の今日的意義」と題したワークショップも行われた。

### 第14回
- 1980年9月23-28日「第14回パンムジーク・フェスティバル東京'80」OAGホール、アメリカンセンター[3]

この回から日独現代音楽祭からの通し番号となった。音楽祭に先立ち9月19日には、6月に没した入野義朗追悼演奏会が開催された。第1日は「古楽器の新しい世界：バロック・ルネッサンス楽器と日本伝統楽器」のテーマで古今の作品が演奏された。26日「20世紀の音楽」は篠崎史子ハープの個展IIIとして、20世紀の東西の作品が演奏された。27日「第4回新しい伝統の創造」では伝統楽器のコンクール入賞者の演奏が披露された。28日「'75-'80年の音楽」はアンサンブル・ヴァン・ドリアンのコンサートとして、ドミング・ラム、ヴォルフガング・シュヴァイニッツ、松本日之春、ハンス・ツェンダーの作品が演奏された。

### 第15回
- 1981年11月18-22日「第15回パンムジーク・フェスティバル」OAGホール、アメリカンセンター[3]

メインテーマは「ベルリン・イン・ジャパン」で、西ドイツと日本の音楽が並列された。1日目はアンサンブル・ヴァンドリアン・コンサートシリーズ8として、入野義朗、尹伊桑、松下功らの作品。2日目は「ライヴｘ電子音響」のテーマでテープ又はシンセサイザーなど電子音響と生演奏でE.グロースコップ、石井眞木、武満徹らの作品。3日目は「ベルリンの作曲家I室内楽」のテーマでベルリンで活躍する作曲家の作品が初演された。4日目は「ベルリンの作曲家IIムジーク・テアター」ではシュネーベル「口達者」と「肉体言語」が演奏された。5日目は「ジャパン・イン・ベルリン」で、ベルリンで紹介された藤田正典、細川俊夫、一柳慧、石井眞木が演奏された。また最後に日独の出席者によるシンポジウムも開催された。

### 第16回
- 1982年9月17-26日「第16回パンムジーク・フェスティバル」OAGホール、アメリカンセンター[3]

「ジャズと現代音楽」のテーマで、インプロヴィゼーションを主体としたフリー・ジャズが演奏された。フェスティバル委嘱で作曲された藤田正典、佐藤聡明、田中賢、佐藤充彦、コンラートの作品が演奏され、コンラートの「河を渡るための五つの試み」がドイツ大使賞を獲得した。最終日にはシンポジウム「ジャズｘ現代音楽・その歴史と今日性」が開催された。

### 第17回
- 1984年7月11-15日「第17回パンムジーク・フェスティバル」草月ホール[3][33][34]

石井眞木の企画構成により「演奏における熟成と変換－モーツァルトから現代まで」のテーマで、5夜のコンサートと6日目に聴衆も加えたオープン・ラウンドテーブルが開催された。1日目はダルムシュタット・アンサンブルの演奏でフランセ、シュネーベル、菅野由弘、ブラームスの作品。2日目はピアノデュオで、3日目は入野賞記念コンサート。4日目はコンポーザーズ・コーナーとしてTOKKメンバーである石井眞木、藤田正典、田中賢の室内楽。5日目は再びダルムシュタット・アンサンブルによりドビュッシー、細川俊夫、ルーセル、武満徹、ラヴェルが演奏された。